# 大野敬太郎
大野 敬太郎（おおの けいたろう、1968年〈昭和43年〉11月1日 - ）は、日本の政治家。自由民主党所属の衆議院議員（5期）、自由民主党政務調査会副会長。
内閣府副大臣、防衛大臣政務官、自由民主党総務会副会長などを歴任。
父は防衛庁長官、衆議院議員を務めた大野功統。母方の祖父は労働大臣、衆議院議員を務めた加藤常太郎。父方の祖父は香川県副知事を務めた大野乾。

## 概要
香川県丸亀市出身（本籍地は観音寺市豊浜町）。坂出市立中央小学校、香川大学教育学部附属坂出中学校、香川県立丸亀高等学校を経て、1991年、東京工業大学（のちの東京科学大学）工学部機械工学科卒業。1993年、同大学大学院理工学研究科機械工学専攻修了、富士通入社、宇宙開発推進室配属。1999年から富士通研究所に所属した。2001年よりカリフォルニア大学バークレー校客員フェロー。この間、研究者として学術論文を数十本執筆しており、米国で出版されている教科書に引用されたものもある。
2004年、父・大野功統の防衛庁長官就任に伴い、大臣秘書官に就任。その後は父の政策担当秘書を務める。この間、東京大学産学官連携研究員を務め、博士（情報理工学）の学位を取得。
2012年、父・功統の引退に伴い、自由民主党が実施した候補者公募に応募し、5名の応募者（うち3名が書類選考を通過）の中から200名以上の自民党員による投票の結果、合格。香川3区で公認を受け、第46回衆議院議員総選挙で初当選。
2013年、自由民主党遊説局長代理に就任。研究開発力強化法を同僚議員とともに議員立法で成立させる。
2014年5月、マンスフィールド財団トーマス・フォーリー日米議員交流プログラムに参加。9月、訪中団として王家瑞中連部委員長と会談。また、訪台団長として馬英九総統、王金平立法院長と会談。11月、国際交流基金日中韓次世代リーダーズフォーラムに参加。12月に行われた第47回衆議院議員総選挙にて再選。
2015年3月、外務委員会の理事に就任。5月、安倍総理の米国上下両院合同議会演説に同席。6月、人口減少対策議連の提言を事務局長としてまとめ政府に提言。8月、北方領土の国後島を訪問。9月に行われた党総裁選において安倍晋三の推薦人に名を連ねている。11月、新たに農林部会等の副部会長、知財戦略調査会事務局次長などに就任。12月には、イスラエルを訪問しガザ近郊を視察している。
2016年9月、財務金融部会長代理に就任。
2017年7月、今治造船の丸亀工場を程永華駐日中国大使が視察した際に地元選出議員と共に同行している。同年8月、第3次安倍第3次改造内閣で防衛大臣政務官に就任。同年10月に行われた第48回衆議院議員総選挙にて3選。第4次安倍内閣で防衛大臣政務官に再任。同11月、自衛隊国産輸送機C-2が中東最大のエアショーであるドバイに国外初展示されたのに伴い、同国を訪問。同国国防関係者や同地を訪問していた海外要人と意見交換を行っている。C-2の国外移転について「売ることが主目的ではなく、（世界や日本の）安全保障環境を良くしていくことだ」と強調し、一定の条件を満たせば武器輸出を認める「防衛装備移転三原則」を踏まえて判断するとした。また、同12月には、国際戦略研究所IISS主催の中東安全保障会議マナーマダイアログに参加、同会議に参加していた河野太郎外務大臣のスピーチに併せ、防衛省としての中東への関与のスタンスを表明した。また、米国第五艦隊司令官やバーレーン国防大臣などの要人と意見交換を行った他、ソマリア沖の海賊対処を行っている多国籍艦隊である第151合同任務部隊CTF-151の司令部を訪問、激励している。同12月、宮城県で行われた日米共同方面隊指揮所演習ヤマサクラ73を訪問し隊員激励をしている。
2018年1月、オーストラリアのターンブル首相が訪日時に陸上自衛隊習志野駐屯地を安倍首相と共に訪れた際、現地に同行している。同年2月、佐賀県の陸上自衛隊目達原駐屯地所属の対戦車ヘリコプター墜落事故で、小野寺五典防衛大臣命により事故発生当日に現地を訪問し、対応に当たった。同年４月、同大臣命によりイラク日報に関する省内調査チームを率いた。同年８月、米国空軍宇宙関連施設であるシュリーバー空軍基地、ピーターソン空軍基地、ヴァンデンバーグ空軍基地を訪問し、宇宙安保政策に関する意見交換を行っている。同年９月、フィリピン訪問中の護衛艦かが艦上で同国ドゥテルテ大統領を迎え、艦内会談を行っている。同年10月、組閣に伴って防衛大臣政務官を退任後、党の外交部会長代理や安全保障調査会の事務局次長などに就任。
2019年10月、自民党副幹事長に就任。同月、世界各国が多額の予算を費やして開発にしのぎを削る量子技術の推進のために発足した量子技術推進議員連盟（林芳正会長）の事務局長に就任。
2020年1月、国内各地で多発する豪雨によるため池決壊被害を防ぐために設置された、ため池整備促進法制化検討ＰＴの事務局長に就任。同年６月にため池整備促進法が成立した。同年6月、コロナ感染症の再拡大に備えるために設置されたコロナ感染症関連肺炎対策本部再流行コンティンジェンシープランＰＴの事務局長に就任。医療提供体制確保の提言を行っている。同６月、イージス・アショア配備プロセスの停止を政府が表明したのを受け、自民党安全保障調査会（小野寺五典会長）に設置されたミサイル防衛検討チームに事務局として加わっている。同調査会は、抑止力の向上に向けて相手領域内でも弾道ミサイルを阻止する能力の保有を含む提言を行っている。また、経済安全保障の制度化を検討する自民党新国際秩序創造戦略本部の事務局次長に、また、日本学術会議の在り方を検討するPTの事務局次長に就任。
2021年1月、コロナ対策本部情報戦略PT事務局長としてコロナワクチンオペレーションの提言を、また同時期に社会保障制度調査会創薬力強化育成PTの事務局長に就任し、コロナ国産ワクチンを含む創薬力強化の提言を同年５月に政府に提出している。同年６月には、超党派議連の事務局長として、民間事業者に宇宙資源の所有権を付与する宇宙資源法を、同僚議員と共に議員立法で成立させている。同年９月に行われた総裁選に先立ち、自由投票などを求めた中堅若手の会「党風一新の会」の立ち上げに参画している。また総裁選では、岸田文雄の推薦人に名を連ねている。同10月、第1次岸田内閣発足に伴い、経済安全保障や防災を担当する内閣府副大臣に就任。
2021年10月31日、第49回衆議院議員総選挙で4選。第2次岸田内閣で内閣府副大臣に再任。2022年5月には国連防災会議（インドネシア）、6月にはＧ７科技大臣会合（ドイツ）やインド太平洋会議（チェコ）に参加、7月には訪米し、米国立科学財団や米国防総省などに訪問している。
2022年、経済安全保障推進法案の議論を担当副大臣として推進し小林鷹之大臣の下で成立させた。同年8月に内閣府副大臣を退任し、党副幹事長、党経済安全保障推進本部事務局長、党科学技術イノベーション戦略調査会事務局長、社会保障制度調査会創薬力強化育成PT事務局長、中小企業政策調査会PT座長などに就任。防衛予算の大幅拡充を主張。10月、前年に小林鷹之らと成立させた宇宙資源法の解説本を上梓。また経済安全保障推進本部事務局長として新たな国家安全保障戦略に向けた提言案をまとめ岸田総理に手交、後日、その内容につき経団連に出向いて説明をしている。12月に改訂された国家安保戦略を全面的に評価。
2023年1月、政府の半導体戦略を評価。2月、予算委員会集中審議で防衛産業の基盤強化の必要性を主張。日本学術会議の政府からの独立を主張。3月、経済安全保障推進本部事務局長として重要政策であるサイバーセキュリティ、セキュリティークリアランス、経済インテリジェンスの確立に関する提言案をまとめ岸田総理に手交。4月、与党国家安全保障戦略等に関する検討ワーキングチームのメンバーに就任、防衛装備品移転三原則運用指針改定に向けた議論に関与。5月、政府の骨太方針に経済安全保障上の課題明記を求める提言案をまとめ岸田総理に手交、同月、社会保障制度調査会PT事務局長として創薬力強化の提言案をまとめ岸田総理に手交、後に政府体制強化を表明。同月、中小企業政策調査会PT座長として社会課題解決事業の推進案を取りまとめ岸田総理に手交、後日、政府は検討会議設置を表明。８月、安倍晋三の外交安保政策についてPHP月刊VOICEのなかで「日本という国を俯瞰しながら、同時に個別の政策を着実に進めた政治家は稀有であり、その構想力と実行力は主義主張に関係なく、多くの政治家が学んで実践すべき点」と述べている。
2023年9月、党総務会副会長、国会対策副委員長などに就任。同年10月、経済安全保障推進本部事務局長として経済的威圧に対する取り組みに関する提言案をまとめ岸田総理に手交、後日、その内容につき経団連に説明をしている。
2024年1月、党科学技術イノベーション戦略調査会の会長であった渡海紀三朗が自民党政調会長に就任したことに伴い、同調査会長に就任。同年2月、政治資金規正法違反事件を受けて設置された党政治刷新本部の法整備検討WG事務局長に就任。「二度と言い訳や言い逃れをさせない制度改正をするとの強い思い」で、再発防止と透明性向上からなる政治資金規正法改正案を鈴木馨祐WG座長のもとで党内及び公明党と折衝しとりまとめた。また衆議院政治改革特別委員会筆頭理事に就任し、与野党協議を経て修正を重ねて成立させたが、世論調査では大多数が不十分と評価。それに対して、「（改正項目の３割を占める）再発防止は自信を持てお届をした」が「透明性向上は検討項目なので評価に値しない」としている。同年8月、党総裁選では、小林鷹之の推薦人になり、推薦人を代表して推薦文を寄稿している。同年10月27日、第50回衆議院議員総選挙で5選。同年11月15日、党政務調査会副会長に就任。

## 政策

### 経済・財政
- 2012年の公開アンケートにおいて、消費税を2014年4月に8%、2015年10月に10%まで引き上げる法律が成立したことについて「引き上げは必要だが、時期は先送りすべきだ」と回答している[65]。
- 2014年の公開アンケートにおいて、「2017年4月に消費税率を10%に引き上げるべきだ」と回答している[66]。
- 2017年の公開アンケートにおいて、消費税を2019年10月に10%に引き上げることについて「賛成」と回答している[67]。
- 第二次安倍政権の目玉であるアベノミクスの成長戦略の政府骨太の方針目次案を議論する党日本経済再生本部の会合で、「骨は太くても骨粗鬆症」と批判を展開し、より具体的な国際空港のハブ化などの目玉を提起すべきだと主張している[68]。ただし、政府批判するつもりはないともしている。

### 外交・防衛
- 日本国憲法を改正し、また集団的自衛権の行使を可能にすべきだとアンケートに答えている[69]。
- 政府提出の平和安全法制の限定的集団的自衛権について合憲の論理は明確に存在し、だからこそ政府は法制局という論理整合性をチェックする組織の審査を通過して法案を提出できていると主張。立憲主義に反するという主張を否定している。一方で、憲法を条文通りに解釈すれば自衛隊の存在すら違憲になるので当然同法案は違憲という論理も成り立つので、違憲合憲の立法府での審議は重要な価値はあれど神学論争の域をでないので最高裁判所の判断を仰ぐしかないとしている。
- 68回目の原爆忌に際して、犠牲者への哀悼の誠を捧げるとともに、核兵器廃絶の必要性、そして日本の核武装論とその議論自体の否定、を表明している。一方で、原発の必要性との矛盾について、「私はこの議論は、包丁と鉄砲を取り違えている議論であると思います。包丁は料理にも使いますが、使う人が違えば武器にもなります。鉄砲はあくまで武器です。包丁が危ないから包丁を銃刀法で全て取り締まるのかという議論も成立するはずです。もちろん未来永劫包丁が必要との訴えではありません。包丁に代わる安全な料理道具の開発を懸命にすべきは論を俟ちませんが、それまでは苦渋の選択として、料理包丁の長さや太さといった安全性を厳密にコントロールしつつ、包丁の使用を認めていかなければなりません。」と主張している[70]。
- 現状の防衛関連法制について、「家の玄関を開っ放しにしておいて、泥棒に入られたと嘆くのではなく、鍵を3個も4個も付けて、泥棒に事前に諦めてもらうことが必要なのです」として、自衛権と警察権の間を埋める新たな法整備が必要としている。また、「なんで鍵を3個も4個もつけたのか、近所にいぶかしげに見られる前に、いや～最近泥棒が多くなったのでね、と説明しておかなければなりません」として、国際情報発信力の強化、そして、「鍵を3個も4個も折角つけるのであれば、泥棒が見たときに、あ～これは最新の鍵だね、太刀打ちできないね、と感じる鍵でなければ意味がありませんから」として、科学技術と安全保障のデュアルユースの検討をすべきだと主張している[71]。
- 尖閣諸島で発生した漁船衝突事件に関し「各国の駐在大使に対して、国際世論を形成する努力をせよなる大臣通達をだしても良かったのではないか」と主張している[72]。

### その他
- 政府の宇宙戦略文書である宇宙基本計画の改訂にあたり、宇宙産業市場のすそ野の拡大と宇宙産業エコシステムの創造を主張している[73]。
- 地方創生の分野で、社会的事業（ソーシャルビジネス）の重要性を主張している[74]。また、空き家対策の重要性を主張[75]。
- 特定秘密保護法について、「当時は特定秘密保護法案なるものが審議されようとは思っても見なかったので先般の法案通過は感慨深いものがありました。」と、もともと法制化の必要があったとの認識を示した上で、法案に賛成している。さらに、「情報の発信、情報の保護、そして情報の収集の3つが必要だということです。」として、情報の取り扱いの重要性を主張している[76]。
- 政府による直接給付による保障は、農業であれ社会保障であれ、受給者の自尊心を擽る政策でなければ成功しない、と主張している[77][78][79]。
- 科学技術について、古代ローマ時代のアレキサンドリアの巨大図書館が人材を集める中心的役割を果たしたこと、そしてそれがカエサルによって焼失した後に、クレオパトラがベルガモンから当事第2の巨大図書館を巨費を投じてまでアレキサンドリアに移築した史実にふれ、科学技術関係予算は、事業仕分けなど成果評価に馴染まない領域があり、「成果は未知数ですが確実に知識の集積と継承、そしてそれが人材育成に繋がっているもの」があるとし、その分野は「金を出しても口は出さない」方針であるべきだと主張。また、党の関係部会で、「日本版DARPAを創設すべき」と述べている[80]。
- 外国人参政権について、「国籍を取得してもらえばいい話」だとしている。古代ローマのカラカラ帝が出したアントニヌス勅令（属州民にローマ市民権をばらまいた）に触れ、「ローマ市民権が既得権益でなくなったため、ローマ市民の帰属意識からくる活力が失われ、さらに慣例的に勅令前市民が勅令後市民を差別するという制御できない人種差別が蔓延ったため、かえって不平等が拡大しました」との史実を紹介している[81]。
- 女性宮家に賛成[82]と選挙時の二択式アンケートで答えている。一方で自身のブログには、「私は女系天皇はどうですかと聞かれればどこまで行っても反対ですが、女性天皇はどうですかと聞かれれば、原則反対ですが、仮に皇室が途絶えることが明らかな場合は現実論として選択すべきだと思っています。」と述べている。
- 選択的夫婦別姓制度導入について、「どちらとも言えない」と選挙時の二択式アンケートで答えている[83]。自身のブログには、「私は選択的夫婦別姓は原則反対。しかし、前提条件として国民の過半が望むのであれば、検討する余地はあり（何故ならば、事実、社会的精神的物理的に不利益を被る人が僅かながらいるため）。ただしその場合でも、前提条件としては、そうした方の救済措置として極めて厳格に運用することを前提に（例えば家庭裁判所でやむにやまれぬ事情ありと認められる十分な理由があると判断される場合）認めるというところあたりが境目だと思っています。」と述べている。
- 2017年に厚生労働省が受動喫煙防止を目的に発表した飲食店等の建物内を原則禁煙とする健康増進法改正案について、山田寅次郎が紡いだトルコと日本の歴史に触れ、「なぜ国がタバコを作ることになったのか、ということに、こんな歴史があったのだと思うと、それだけで歴史のロマンを感じます」とし、「吸わせないための法律になってしまっているように見える」「地方経済や既に分煙投資してしまった人たちの事を、もう少し議論する必要がある」と述べている[84]。

## 人物
- 趣味・特技（ホームページから抜粋）[85]
  - 読書（司馬遼太郎・塩野七生のファン）、楽器、映画鑑賞、アウトドア
  - 手先が器用
  - その他小さな趣味・特技は多い
- 喫煙者であり、超党派の愛煙家国会議員からなる議員連盟「もくもく会」に所属している[86]。
- UCバークレー在席時代、ベトナム戦争時代の政権の極秘資料をリークしたDaniel Ellsberg氏の講演を聞き、「表現しようのない脱力感」を感じたと漏らしている。後に、WikiLeaksのジュリアン・アサンジ氏について、「（彼は）『知る権利があり報道する自由がある。もしイラク戦争前に公開できていれば戦争は回避できていたかもしれない』（と言ってますが、）果たしてそうでしょうか。戦争が回避できた可能性も否定はしませんが、これからまた戦争になってしまう可能性の方がはるかに高いと思います。そうなってしまったら、一体この男はどのように責任を取るのでしょうか。明石元二郎の爪の垢でも煎じて飲ませたいとはこのことです」と述べている[87]。
- 衆議院候補者公募の選考論文で、「経済の安定成長が当面の国家の主是であることを今一度再確認すべき」とし、「新しい成長モデルを創造するために大胆に地方分権を推進し、さらに明確な産業戦略に基づいた将来価値を生む領域への投資を積極的に行い、同時に荻生徂徠や高橋是清も驚くほどのリフレ政策を断行すべきだ」と主張している[88]。安倍総裁が経済政策を発表する前のことであるが、もともと2011年より前まではブログにはリフレ政策については慎重な意見を述べている。2011年を境に転向した理由を「放置する深刻なリスクがあるなかで新しいリスクの心配をしてもしょうがない」と地元の整形外科医に指摘されてからだと述べている。
- ケビン・メア米沖縄総領事が沖縄問題の失言で辞任に追い込まれた際、幕末に尊皇攘夷派に殺害されたハリス駐日公使の秘書であったヒュースケンの史実に触れ、「ケビンメア氏はどういう人物なのか、ろくに調べもせず、感情論でヒュースケン同様に政治的に抹殺してしまったことは、日本人は反省しなければならないと思います」と擁護している[89]。

## 所属団体・議員連盟
- 自民党半導体議員連盟
- 自民党量子技術推進議員連盟
- 自民党水産政策推進議員協議会
- 自民党たばこ議員連盟[90]
- 自由民主党たばこ特別委員会（幹事）[91]
- もくもく会[86]
- 日本会議国会議員懇談会[92]
- 神道政治連盟国会議員懇談会[92]
- みんなで靖国神社に参拝する国会議員の会[92]
- ボーイスカウト振興国会議員連盟 [93]
- 日仏友好議員連盟
- 日本・イスラエル友好議員連盟[94]
- 日本・ヨルダン友好議員連盟
- 日本・ベラルーシ友好議員連盟
- 日本・エルサルバドル友好議員連盟
- 日本・ドミニカ共和国友好議員連盟
- 和の住まい議員連盟
- 人口減少対策議員連盟
- 保険制度改善推進議員連盟
- 証券市場育成等議員連盟
- 農村基盤整備議員連盟ため池小委員会

## 著書
- 宇宙ビジネス新時代！　解説「宇宙資源法」―宇宙ビジネス推進の構想と宇宙関連法制度―、第一法規、2022年10月27日、ISBN  978-4474078109

- 『改正研究開発力強化法』、科学新聞社、2015年8月、ISBN 4861200431

### 寄稿
- 自民党国家戦略本部（編）『日本未来図2030』、日経BP社、2014年12月、ISBN 4822225194

## 選挙歴
| 当落 | 選挙                   | 執行日         | 年齢 | 選挙区      | 政党       | 得票数    | 得票率 | 定数 | 得票順位 /候補者数 | 政党内比例順位 /政党当選者数 |
| ---- | ---------------------- | -------------- | ---- | ----------- | ---------- | --------- | ------ | ---- | ------------------ | ---------------------------- |
| 当   | 第46回衆議院議員総選挙 | 2012年12月16日 | 44   | 香川県第3区 | 自由民主党 | 8万5463票 | 62.72% | 1    | 1/3                | /                            |
| 当   | 第47回衆議院議員総選挙 | 2014年12月14日 | 46   | 香川県第3区 | 自由民主党 | 7万6281票 | 68.19% | 1    | 1/3                | /                            |
| 当   | 第48回衆議院議員総選挙 | 2017年10月22日 | 48   | 香川県第3区 | 自由民主党 | 8万2125票 | 69.09% | 1    | 1/2                | /                            |
| 当   | 第49回衆議院議員総選挙 | 2021年10月31日 | 53   | 香川県第3区 | 自由民主党 | 9万4437票 | 79.78% | 1    | 1/2                | /                            |
| 当   | 第50回衆議院議員総選挙 | 2024年10月27日 | 55   | 香川県第3区 | 自由民主党 | 6万2545票 | 55.10% | 1    | 1/4                | /                            |